# Валер'яна висока
Валер'яна висока (Valeriana excelsa) — вид квіткових рослин родини жимолостевих (Caprifoliaceae).

## Біоморфологічна характеристика
Це багаторічна рослина.

## Поширення
Європа: Албанія, Австрія, Литва, Латвія, Естонія, Бельгія, Болгарія, Чехія, Словаччина, Данія, Фінляндія, Франція, Німеччина, Велика Британія, Угорщина, Ісландія, Ірландія, Італія, Росія, Норвегія, Польща, Португалія, Румунія, Іспанія, Швеція, Швейцарія, Україна, Словенія, Хорватія, Чорногорія, Сербія й Косово.
В Україні вид росте на берегах річок, на вологих місцях, тінистих скелях — у Карпатах.